# Вељке Ровње
Вељке Ровње (слч. Veľké Rovné) насељено је мјесто са административним статусом сеоске општине (слч. obec) у округу Битча, у Жилинском крају, Словачка Република.

## Становништво
| Година:    | 1994. | 2004.   | 2014.   | 2024.   |
| ---------- | ----- | ------- | ------- | ------- |
| Број људи: | 4051  | 4042    | 3779    | 3582    |
| Разлика:   |       | -0,22 % | -6,50 % | -5,21 % |

| Година:    | 2023. | 2024.   |
| ---------- | ----- | ------- |
| Број људи: | 3581  | 3582    |
| Разлика:   |       | +0,02 % |

Према подацима о броју становника из 2024. године насеље је имало 3582 становника.